# Claes Ekeblad den äldre
Claes Ekeblad den äldre, född 20 februari 1669 i Stola i Strö församling, Skaraborg, död den 23 februari 1737 i Stockholm, var en svensk greve, militär, landshövding och riksråd. Han var son till Johan Ekeblad, och far till Claes Ekeblad den yngre samt Claes Christoffer Ekeblad.

## Biografi
Claes Ekeblad d.ä. var friherre till Mauritzberg slott i Östra Husby församling på Vikbolandet i Östergötland samt herre till Fröslunda i Sunnersbergs församling (nära Stola) och Ströberg i Strö församling, Skaraborg. Mauritzberg slott brändes under rysshärjningarna år 1719, men år 1722 återuppbyggdes det av Claes Ekeblad d.ä., Claude Roquette Hägerstiernas dotterson. Claude Roquette Hägerstierna, som var drottning Kristinas hovskräddare, var under några årtionden på 1600-talet kanske Sveriges mest förmögne man. Det var han som bland annat ägde slottet Mauritzberg på Vikbolandet vid Bråviken. Efter återuppbyggnaden stod slottet stod färdigt 1725 och har alltsedan dess fått behålla sitt 1700-talsutseende.
Ekeblad ingick i krigstjänst 1683, då han var volontär i livgardet och blev förare där 1684, blev 1686 fänrik och 1691 kapten vid Vellingks regemente i Stade och grenadjärkapten där den 27 juni 1691, han blev kapten vid drottningens livregemente till fot 9 februari 1697 och transport till Faltzburgs regemente i Malmö och blev 1701 överstelöjtnant vid Östergötlands och Södermanlands tremänningar till fot samt kapten vid Elbingska infanteriregementet från 12 december 1703. År 1704 blev han överste för Elbingska infanteriregementet, ett av honom själv värvat tyskt regemente och kommendant i Elbing samma år i juni, från 11 september 1710 blev han generalmajor, och 22 maj 1711 blev han kommendant i Stralsund, överkommendant i Pommern 1713.
Från den 1 februari 1714 var han landshövding över Närke och Värmland samt 1719 riksråd. Den 22 maj 1711 upphöjdes han i friherrligt (ej introducerad) stånd och 31 december 1719 i grevligt stånd (introducerad under nr 71). Ekeblad gav lysande prov på tapperhet i flera av det stora nordiska krigets hetaste bataljer, såsom Slaget vid Kliszów 1702 och Slaget vid Gadebusch 1712, där han kommenderade vänstra flygeln, samt vid belägringen av Thorn (Toruń) i Polen 1703, där han också var med.
Han gifte sig den 19 april 1692 med friherrinnan Hedvig Mörner af Morlanda. Hon var född 13 juni 1672, död 2 mars 1753, dotter av generallöjtnanten och guvernören Hans Georg Mörner, friherre Mörner af Morlanda, och Beata Schulman.
Barn:
- 1. Ulrika Christina, född 1693-06-29 i Stade, död samma år 30 september i Redebast i Pommern, men hemförd och begravd i Strö kyrka.
- 2. Beata Elisabet, född 1694-11-25 på Olstorp i Askeryd församling, Östergötland, död i barnsäng 1723 i Stockholm (ringn. samma år 24 mars i Jakobs kyrka). Gift 1718-08-17 på Stola med generalmajoren Libert Rosenstierna, friherre Rosenstierna, i hans 1:a gifte, född 1679, död 1732.
- 3. Hedvig Ulrika, född 1697-09-29 på Olstorp, död 1762-10-19. Gift 1717 med fältmarskalken Göran Silfverhielm, friherre Silfverhielm, född 1681, död 1737.
- 4. Johan Christoffer, född 1699-08-06, död 1705-08-02 och begravd samma år i Strö kyrka.
- 5. Carl, född 1702-01-29 på Olstorp, död 1703-03-11 och begravd samma år i Strö kyrka.
- 6. Johanna Christina, född 1705-09-02 på Olstorp, död 1709 på Mauritzberg Slott och begravd samma år 11 juni.
- 7. En dödfödd dotter 1707-03-01 i Elbing.
- 8. Claes Ekeblad den yngre, född 1708; riksråd och kanslipresident; död 1771.
- 9. Claes Christoffer Ekeblad, född 1709, generalmajor; död 1769.
- 10. En dödfödd son 1711-09-20 på Mauritzberg Slott.
- 11. Christina Magdalena, född 1715-02-10 i Örebro, Närke, död 1742-11-10 på Händelö och begravd samma år 14 november i S:t Johannis församling, Östergötland. Gift 1732-05-23 i Stockholm med kammarherren, greve Carl Göran Sperling, i hans 1:a gifte, född 1699, död 1764.[1]

Ekeblad är begraven i Fröslundagraven i Sunnersbergs kyrka i Sunnersbergs församling i Skara stift i Västra Götalands län. Han begravdes 12 juni 1737, samma år som han avled. Hans vapensköld och porträtt uppsattes i kyrkan.

## Galleri

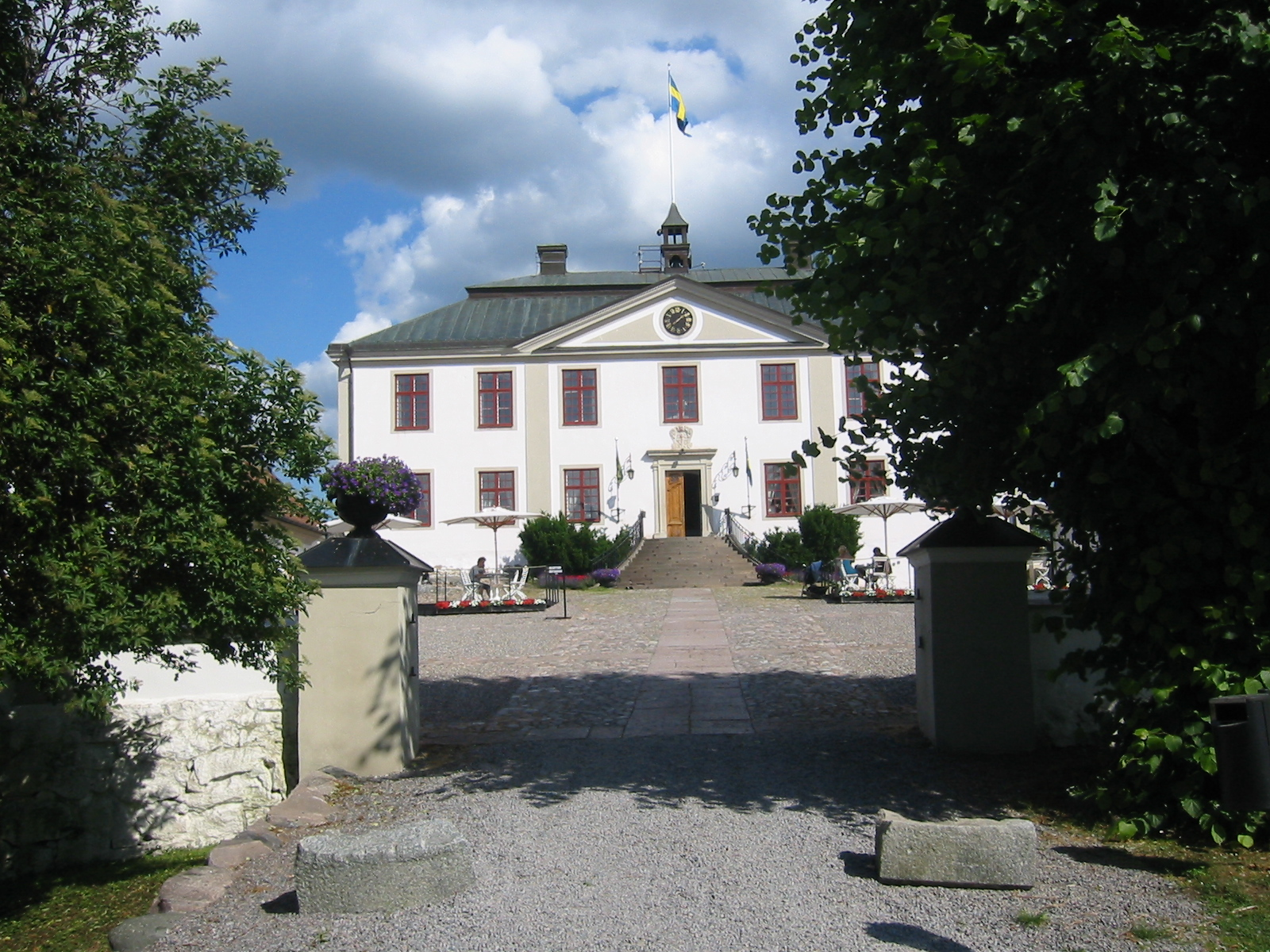
Claes Ekeblad den äldre var friherre till Mauritzberg slott i Östra Husby församling på Vikbolandet, Östergötland.